# Будинок на вулиці Вірменській, 30 (Львів)
Будинок на вулиці Вірменській, 30 (конскрипційний № 135) — житловий будинок XVII століття, пам'ятка архітектури місцевого значення (охоронний № 27). Розташований в історичному центрі Львова, на вулиці Вірменській. В історичних документах фігурує як кам'яниця Фаруховичівська, кам'яниця Граціанівська (Ґраціанівська), кам'яниця Бернатовичівська.

## Історія
Будинок зведений не пізніше останньої третини XVII століття, його власником був вірменин Ґраціан Бернатович, від якого кам'яниця отримала назви Граціанівська та Бернатовичівська, пізніше будинок належав нащадкам Ґраціана.
У 1712 році будинок був одноповерховим (за дослідником Ігорем Мельником — двоповерховим).
Наприкінці XVIII століття будинок перебував у власності вірменського архієпископа Якова Тумановича, який замовив перебудову кам'яниці. Проект перебудови, автором якого став архітектор Клеменс Ксавер Фесінґер, затвердили у 1786 році, а власне реконструкцію будинку здійснили у 1792 році. Вартість будівельних робіт склала 33 680 зол. У 1802 році канонік вірменського собору Микола Туманович, спадкоємець Якова Тумановича, продав кам'яницю Ієронімові Будзінському за 24 000 зол. В XIX столітті будинок перебудували у стилі історизму.
Станом на 1871 рік власниками будинку були спадкоємці Аполонії Зелілієй, у 1889 році — Людвіка Сьнядовська, у 1916 році — Анна Штахель, у 1934 році — Леон і Гелена Райзнери.
На початку грудня 2012 року власники одного з приміщень (за даними журналістів, це львівські підприємці Людмила Малькова та Ірина Сандул) незаконно перебудували вікно праворуч від входу під дверний проріз із встановленням пластикового склопакету. За заявою Управління охорони історичного середовища ЛМР прокуратура Галицького району відкрило кримінальне провадження за ч. 2 ст. 298 КК України (умисне незаконне нищення, руйнування об'єктів культурної спадщини). Увечері 14 грудня того ж року власники приміщення зробили спробу прибудувати до встановлених ними дверей сходи із кованою решіткою, проте місцеві мешканці встали на заваді та викликали міліцію. Пізніше проводити будівельні роботи у кам'яниці заборонили, проте на початку 2020 року мешканці будинку помітили вивезення з приміщення будівельного сміття, що свідчить про продовження робіт. Станом на лютий 2020 року справа щодо самовільної реконструкції приміщення у будинку № 30 досі перебуває в суді.

## Опис
Будинок триповерховий, цегляний, тинькований, Г-подібний у плані, з прямокутним внутрішнім подвір'ям. Фасад чотиривіконний, вертикально розчленований рустованими лізенами, краї фасаду також обрамлені дощатою рустикою, з правого боку фасад підпирається контрфорсом.
На першому поверсі, ліворуч від центральної осі, зберігся старовинний портал, що веде до внутрішнього подвір'я. Портал фланкований вміщеними на постаменти пласкими пілястрами, завершеними простими імпостними капітелями. Над імпостами пілястр — трикутний фронтон із поясом з невеликих дентикул під карнизом. У тимпані фронтону розміщений барельєф із зображенням дев'ятикутової зірки, обрамленої по колу лавровим вінком. Арка порталу прикрашена розетами. До 2010 року портал був наполовину замурований, права половина була облаштована під головний вхід, а з лівої половини вимурували житлове приміщення з вікном. У 2010 році, після реконструкції, портал відновили.
Вікна прямокутні, на другому поверсі декоровані трикутними сандриками та вузькими пілястрами з канелюрами, на третьому поверсі обрамовані лиштвами та підвіконними поясками з дентикул. Завершується фасад карнизом, прикрашеним волютоподібними модульйонами з декоруванням у вигляді листка аканта.

## Галерея

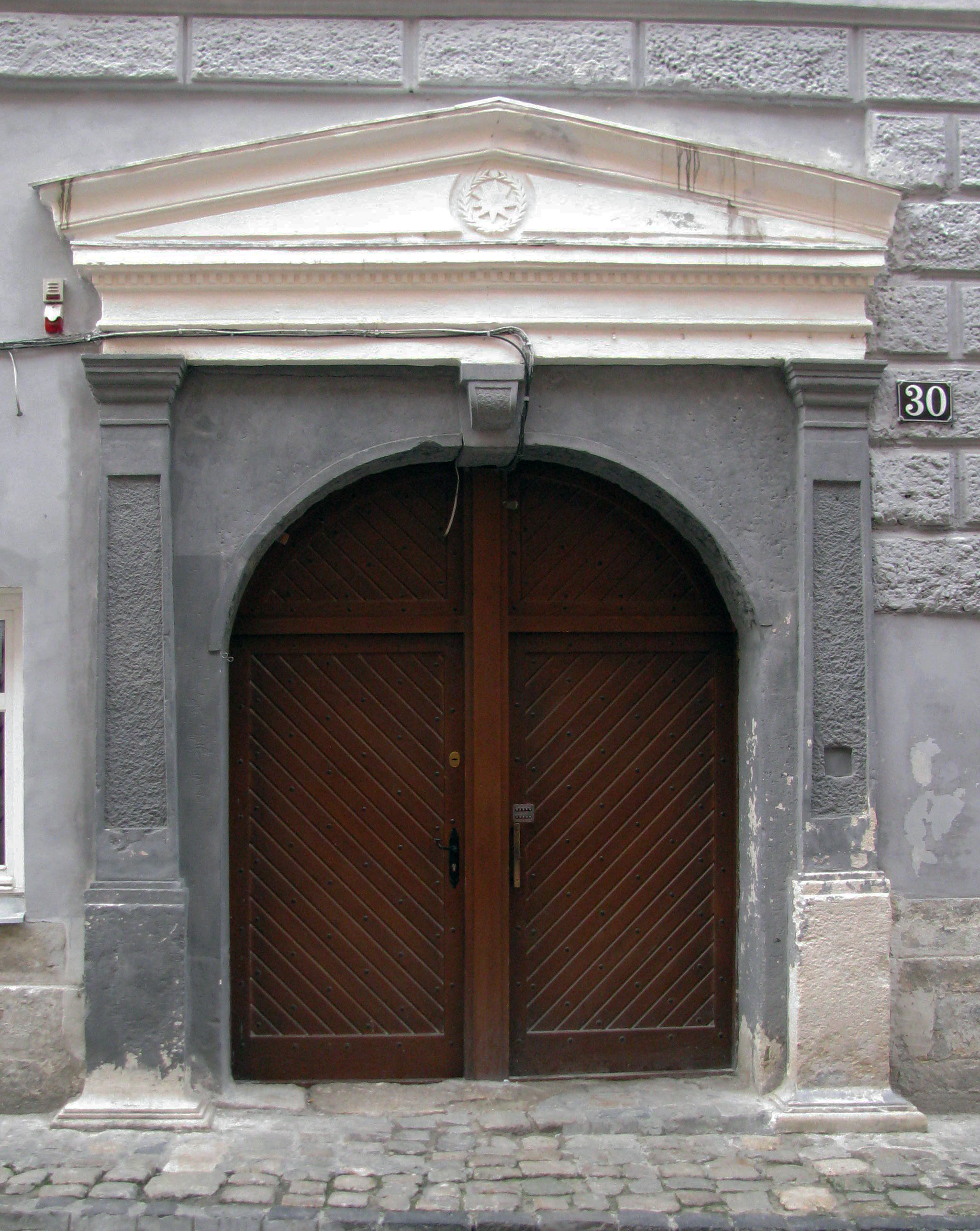
Портал
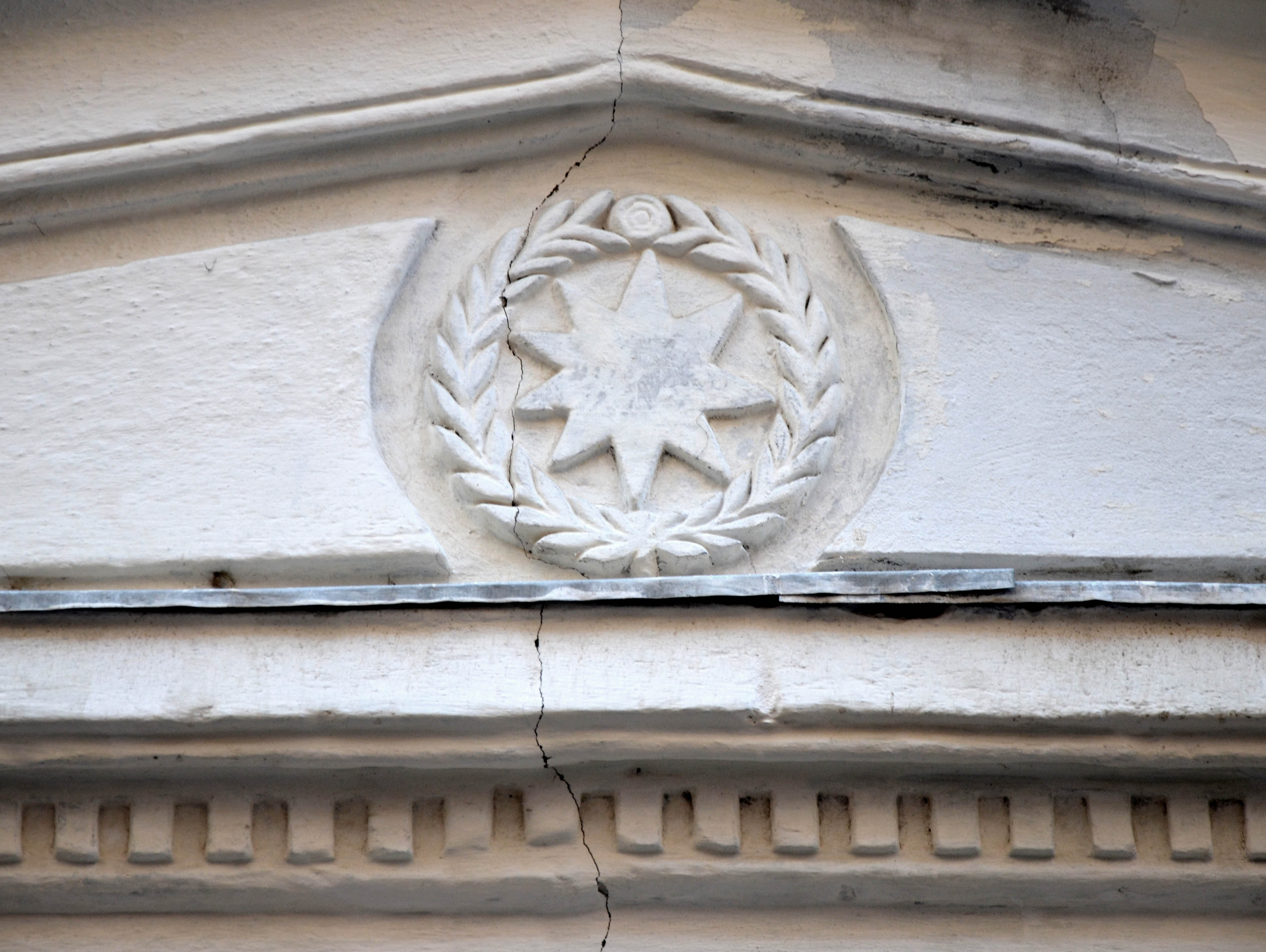
Барельєф у тимпані фронтону над порталом
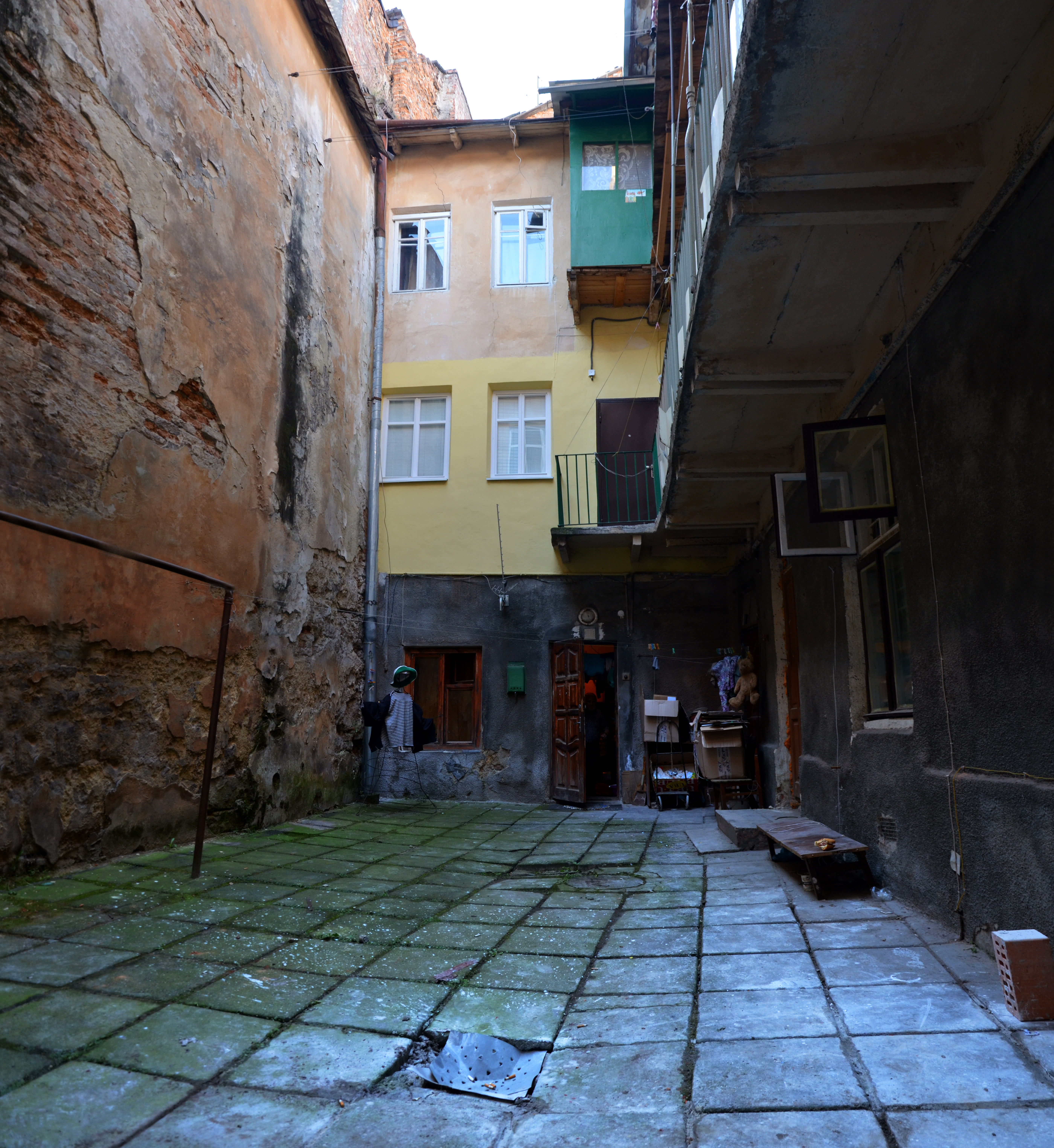
Внутрішнє подвір'я
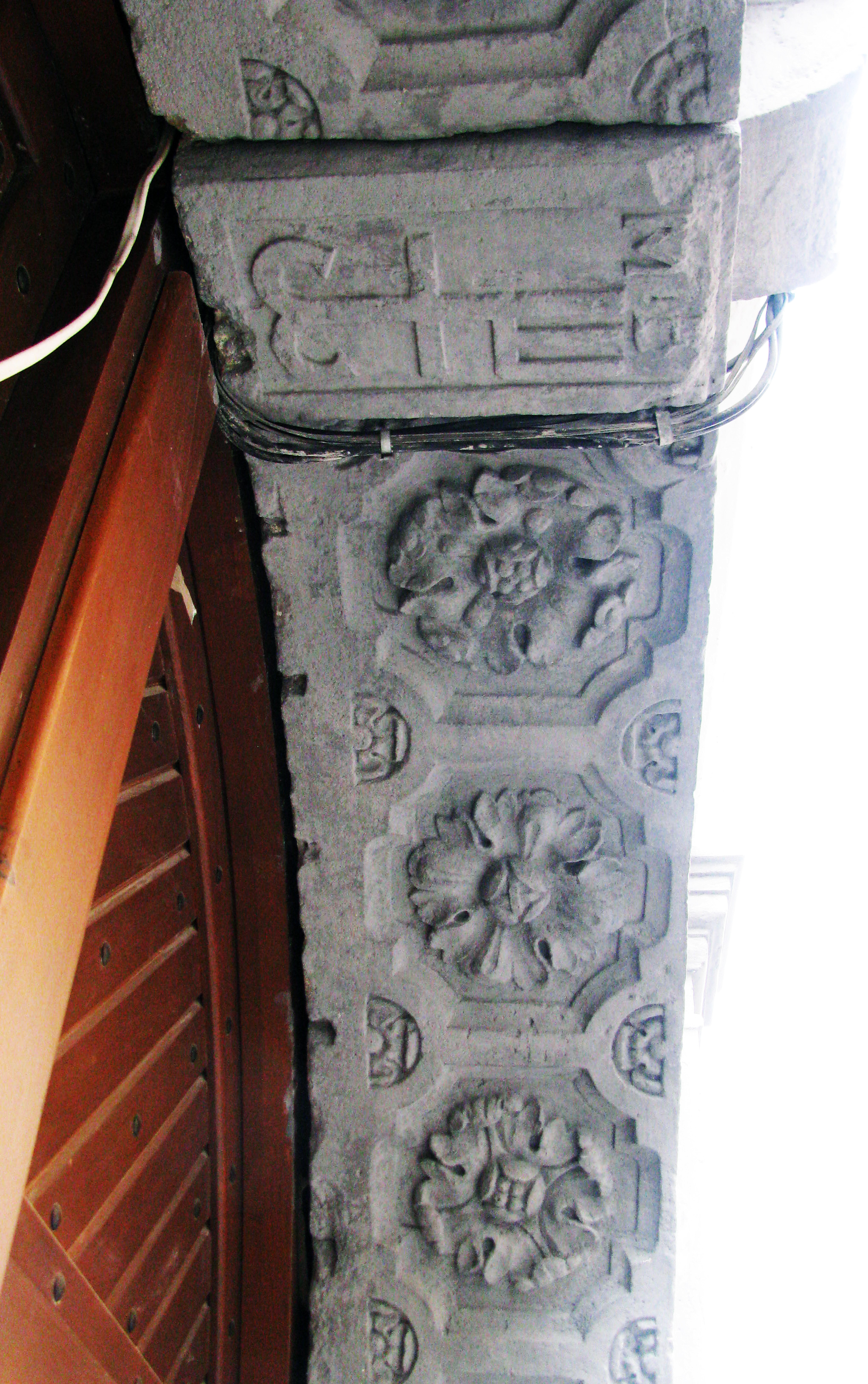
Орнамент із розет під аркою порталу